# Jan III. Scholastikos
Jan III. Scholastikos (starořecky Ιωάννης Γ' Σχολαστικός, 'Ióannes III. Scholastikos'; asi 503  / kolem 510 – 515 Sirmis, Sýrie – 31. srpna 577 Konstantinopol) byl v letech 565 – 577 konstantinopolský patriarcha. Přezdívku Scholastikos získal proto, že byl původně právníkem. Známá je jeho církevněprávní sbírka Synagógé kanonón, která později posloužila jako podklad pro staroslovenský nomokánon sepsaný sv. Metodějem. Někdy bývá ztotožňován s kronikářem Janem Malalem, ale to není dokázáno. Pravoslavím je uctíván jako světec, svátek má 21. února (podle juliánského kalendáře).

## Život
Jan se narodil v syrském městě Sirmis nedaleko Antiochie. Po studiích se stal právníkem (scholastikem). Někdy v letech 548/549 byl antiochijským patriarchou Domninem poslán jako apokrisiarios do Konstantinopole. Krátce před svou smrtí ho císař Justinián I. ustanovil patriarchou v Konstantinopoli, kde na postu vystřídal sesazeného Eustychia. Po Justiniánově smrti Jan za císaře korunoval Justina II. Podle Jana z Efezu byl odpůrcem monofyzitismu (miafyzitismu) a jeho přívržence tvrdě pronásledoval. Jan z Nikia mu naopak přisuzuje dílo Mystagogie, které bylo napsáno v duchu jedné Kristovy podstaty. Po smrti Jana Scholastika v roce 577 se partriarchou znovu stal Eustychios.

## Dílo
Pozdější patriarcha Fotios uvádí, že Jan vytvořil katechetické kázání o Nejsvětější Trojici (Sermo catecheticus), které později vyvrátil Jan Filoponos. Jan z Nikie mu přisuzuje i knihu Mystagogie. Toto dílo se však nedochovalo nebo je možné, že šlo o zmiňované kázání. Jeho nejznámějším a jediným zachovaným dílem je Sbírka o 50 titulech ( Synagógé kanonón, resp. celým názvem řecky Synagógé kanonón eis pentékonta titlús durémené, latinsky Collectio quinquaginta titulorum či Synagoga L titulorum), nejvýznamnější východní cirkevně právní sbírka. Je uspořádaná po vzoru justiniánských Digest a vznikla zřejmě ještě během Janova pobytu v Sýrii. Obsahuje 85 apoštolských kánonů, kánony deseti koncilů a 68 kánonů Bazila Velikého. Později k dílu Jan napsal i dodatek církevních zákonů vybraných z Justiniánových Novel, které dostaly název Sbírka o 87 kapitolách (Octoginta septem capitula Ióannis Scholastici, resp. Collectio octoginta septem capitulorum či Collectio LXXXVII capitulorum). V 6. století byly obě sbírky spojeny a neznámým autorem doplněny jako Nomokánon Jana Scholastika (Nomocanon quinquaginta titulorum Ióannis Scholastici). V 9. století podle této sbírky vytvořil velkomoravský arcibiskup Metoděj nový nomokánon pro Velkou Moravu. Šlo však o nové, mnohem kratší a praktičtější dílo. Janovy dopisy a dekrety se nedochovaly.